# Рас-Мохаммед
Рас-Мохаммед (араб. رأس محمد‎ — «мыс Мохаммеда») (в античную и византийскую эпохи назывался Посейдонов мыс — греч. ἄκρον Ποσειδήϊον) — первый национальный парк Египта, который был открыт в 1989 году.

## О заповеднике

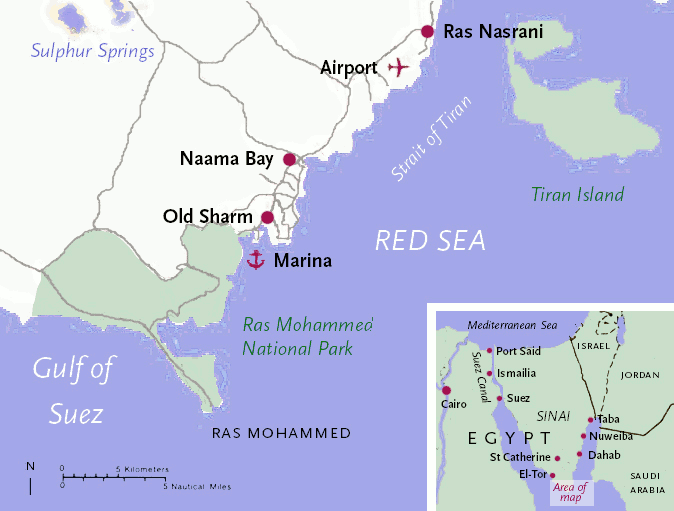

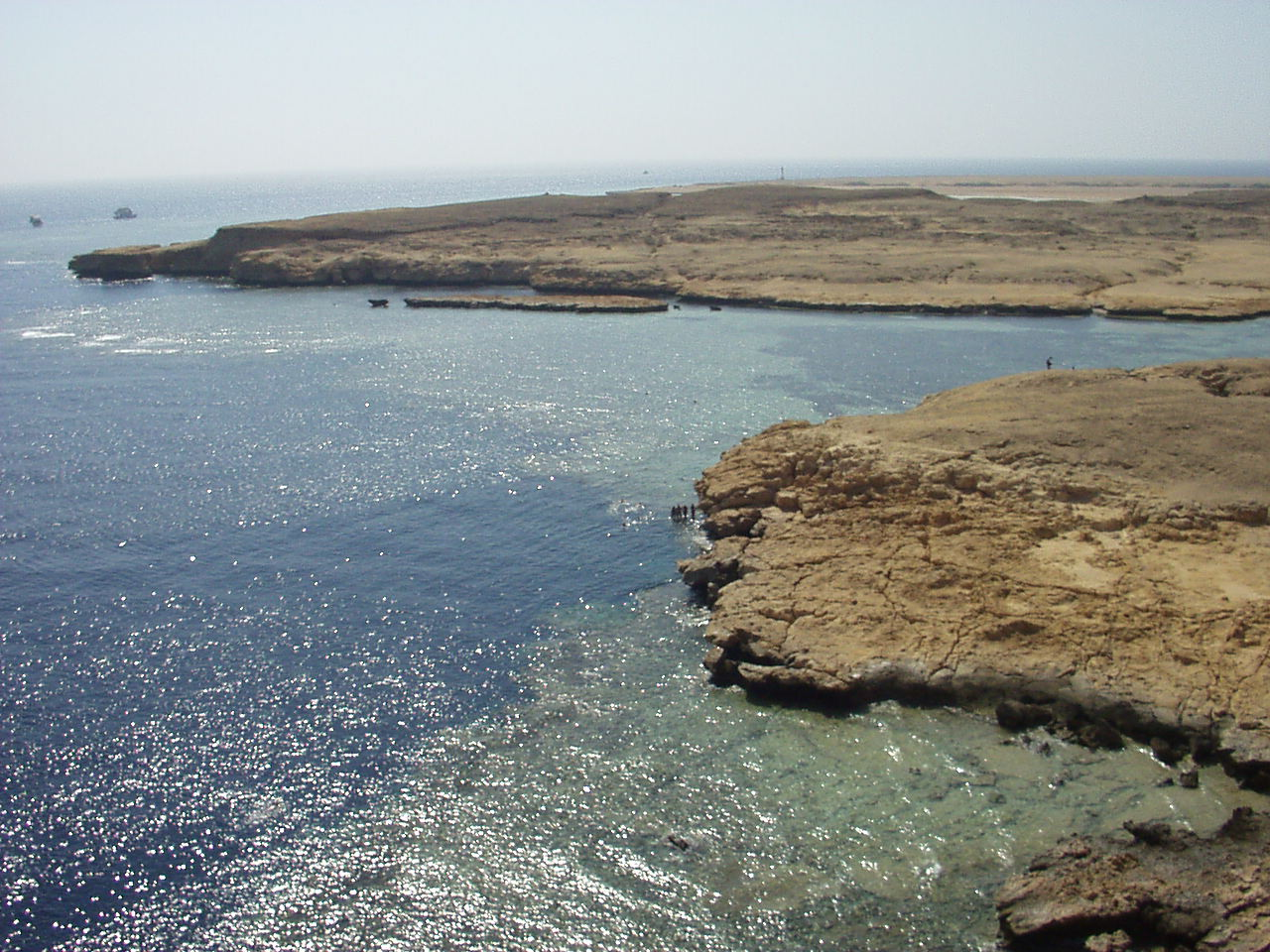
Коралловый риф

Расположен на самом юге Синайского полуострова, в 25 км к юго-западу от Шарм-эш-Шейха (вдоль побережья), между Суэцким заливом на западе и заливом Акаба на востоке. Считается одним из самых живописных мест на всём Красном море, а самая южная его часть входит в десятку лучших в мире пляжей для подводного плавания. Общая площадь парка составляет 480 км², из которых 345 км² приходится на водную поверхность. Информационный центр расположен напротив Марса-Гозлани. Территория парка включает два острова: Тиран и Санафир.
Здесь находятся и доступны к осмотру посетителями различные виды геологических пород. В заповеднике водится более тысячи различных видов рыб, и растёт около 150 видов кораллов. Кроме того, Рас-Мохаммед богат представителями сухопутной фауны: лисы, газели, рептилии, перелётные птицы (белые аисты). Мангровые деревья предоставляют птицам ценную возможность для высиживания птенцов.
На территории национального парка можно увидеть в естественных условиях поднявшиеся над уровнем моря коралловые рифы, насчитывающие возраст до 2 млрд лет. Также здесь есть геологические разломы земли — результат землетрясений.
Одна из достопримечательностей Рас-Мохаммеда — Солёное озеро. Вода в нём в семь раз солёней морской из-за уникальных солёных источников. Вода залива сходна по составу с водой Мёртвого моря, и оказывает благотворное влияние на организм человека.
Ещё одно уникальное место в заповеднике — это озеро Желаний, состав воды частично опреснен благодаря источникам, которые бьют из-под земли.

## Галерея

Заповедник Рас-Мохаммед. Январь 2009 год.
Мангровые кусты
Соль на листьях
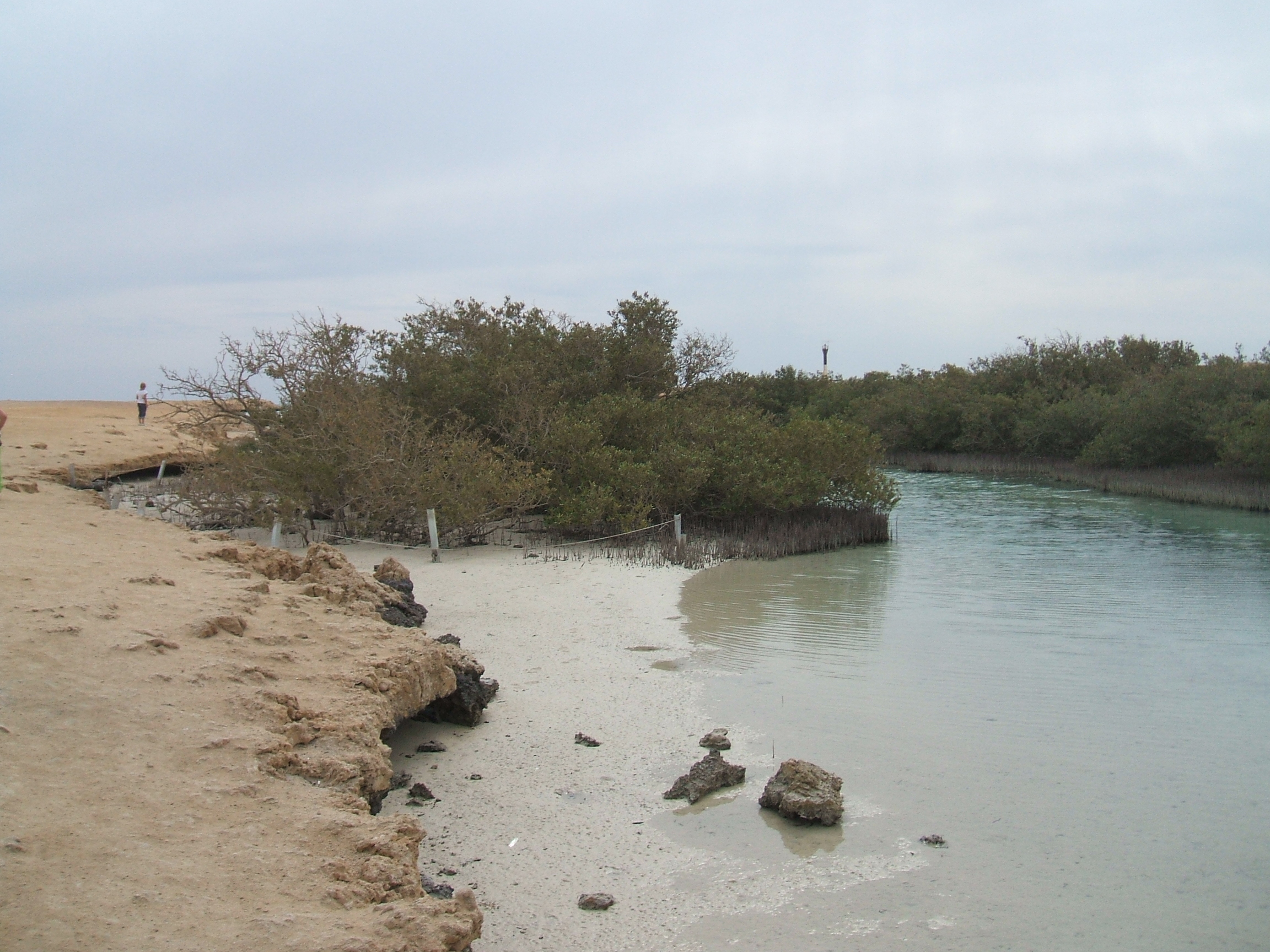
Заросли мангров
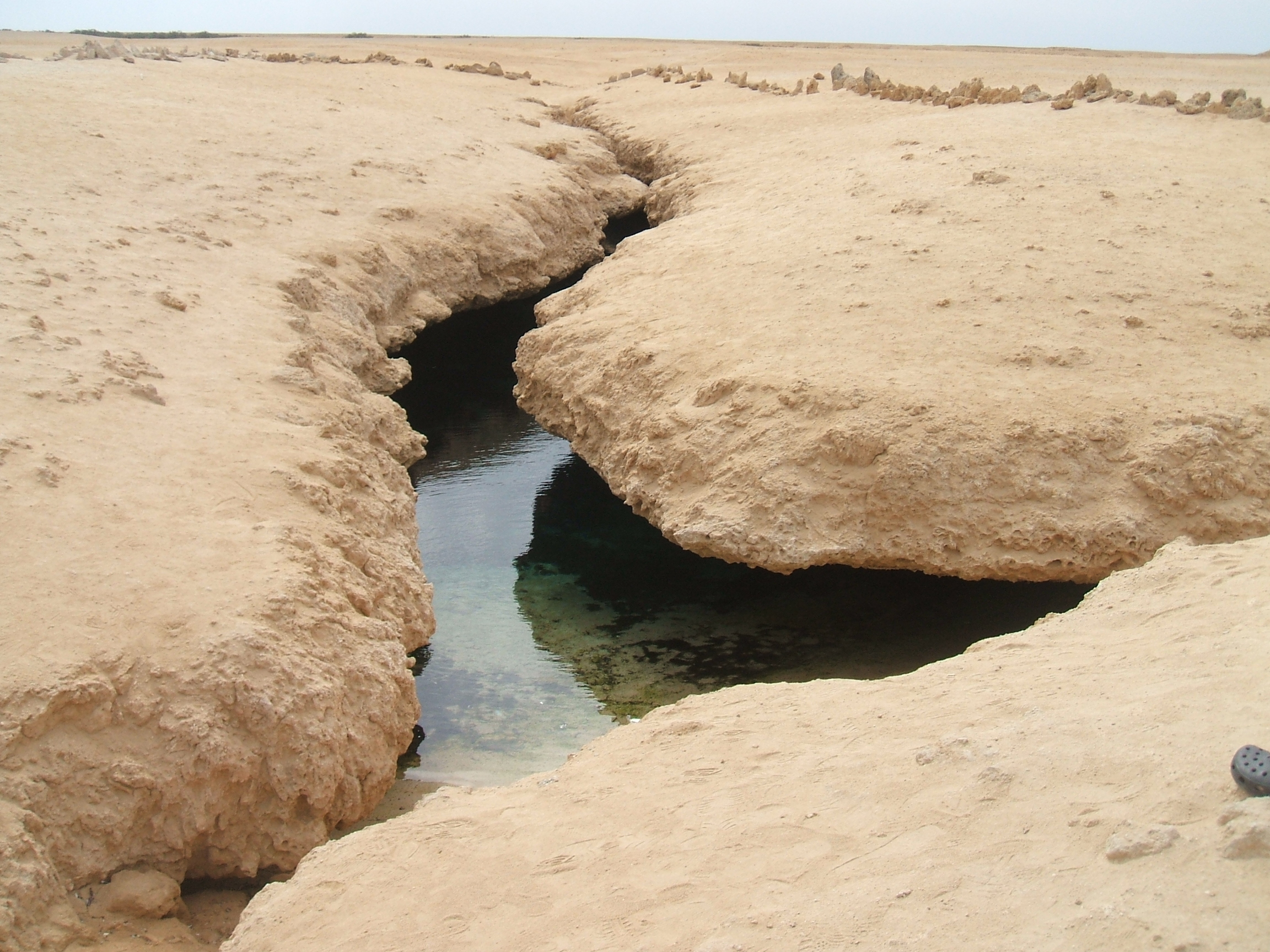
После землетрясения
Провал до 10 м глубиной
Форма провала